# Gürsel, Nurhak
Gürsel là một xã thuộc huyện Nurhak, tỉnh Kahramanmaraş, Thổ Nhĩ Kỳ.